# ماریون (ماساچوست)
ماریون، ماساچوست
ماریون(به انگلیسی: Marion) شهرکی در شهرستان پلیموت ایالت ماساچوست می‌باشد که در سال ۱۸۵۲ بنیان‌گذاری شده‌است. این شهرک در سرشماری سال ۲۰۱۰ میلادی، ۴٬۹۰۷ نفر جمعیت داشته‌است.